# シリコマンガン
シリコマンガンとは、マンガンとケイ素を含んだ合金。マンガンが成分の大半で、ケイ素は10～20%程度含まれているものが一般的。日本ではJIS1号（マンガン：65%以上、ケイ素：15%前後）やJIS3号（マンガン：60%以上、ケイ素15%前後）が鉄鋼を製造する際の脱酸素剤などの用途として一般的に用いられている。